# Klostertaler-hágó
A Klostertaler-hágó, németül: Klostertaler Gscheid, szó szerint magyarítva „Kolostor-völgyi hágó” egy 764 m magas, közúton járható hegyi hágó Alsó-Ausztria déli részén, az Északi-Mészkőalpok hegyvonulat keleti végén, a Schneeberg–Rax hegycsoport és a Gutensteini-Alpok között. Egész évben járható, a turistákon kívül főleg helybeli közlekedők használják. A hágó német–osztrák nevében a „Gscheid (Gescheid)” szó „határt, hágót, útelágazást” jelent.

## Fekvése
Alsó-Ausztria déli részén, a Neunkircheni járáshoz tartozó Schwarzau im Gebirge és Puchberg am Schneeberg, és a Bécsújhelyvidéki járáshoz tartozó Gutenstein községek háromszögében. Északkeletről, Gutenstein és Pernitz felől a Klostertal („Kolostor-völgy”) jön fel a hágóba, délnyugat felé ról Schwarzau im Gebirge község felől a Vois-patak völgye (Voisbachtal) érkezik fel ide. A hágótetőn kis emlékkápolna áll. A hágótető mindkét oldalán (a keleti és a nyugati hágóútról is) több kijelölt túraösvény indul dél felé, a Faden-nyeregre (1210 m), innen tovább a Schneeberg csúcsaira.
A hágó vízválasztót képez keleten a Piesting patak és nyugaton a Vois-patak vízgyűjtő területei között. Előbbi a Fischa folyón át, utóbbi a Schwarza patakon és a Lajta folyón át ömlik a Dunába.

## Közlekedése
A hágón északkelet-délnyugati irányban a L134 számú tartományi aszfaltút (Landesstraße) halad át, mely javarészt a Schneeberg és az Öhler hegytömbök északi lejtőinek oldalában halad. A környék gyéren lakott. Az Alsó-Ausztria és Stájerország között zajló átmenő közúti forgalmat a szomszédos völgyekben futó főutak „elviszik”. A Klostertaler-hágó kisforgalmú útját főleg a környékbeli lakosok és helyi üzemek dolgozói használják, a kirándulókon és turistákon kívül.
A hágóút gyér autóforgalma vonzza a kerékpárosokat és motorkerékpárosokat. Az út egész évben járható, csak ritkán zárják le, extrém nehéz időjárási körülmények és lavinaveszély esetén.
A hágó útja keleti, a Kloster-völgyi szakasza a Bécsújhelyvidéki járás területén Gutenstein előtt a B-21. számú főútba torkollik, mely Pernitz és Markt Piesting községeken keresztül az A2-es autópályára (Südautobahn) vezet. A hágóút nyugati, Vois-patak völgyi szakasza a Neunkircheni járás területén, a B-27. számú, észak-déli irányú főútba torkollik, amely a Rax és a Schneeberg tömbje között, egy meredek sziklafalakkal határolt a szurdokvölgyben, a Höllental („Pokol-völgy”) mélyén halad, a Schwarza patak partján. A 27. főút délen kivezet a Mürz völgyébe, az S-6. számú, Semmering-főútra.

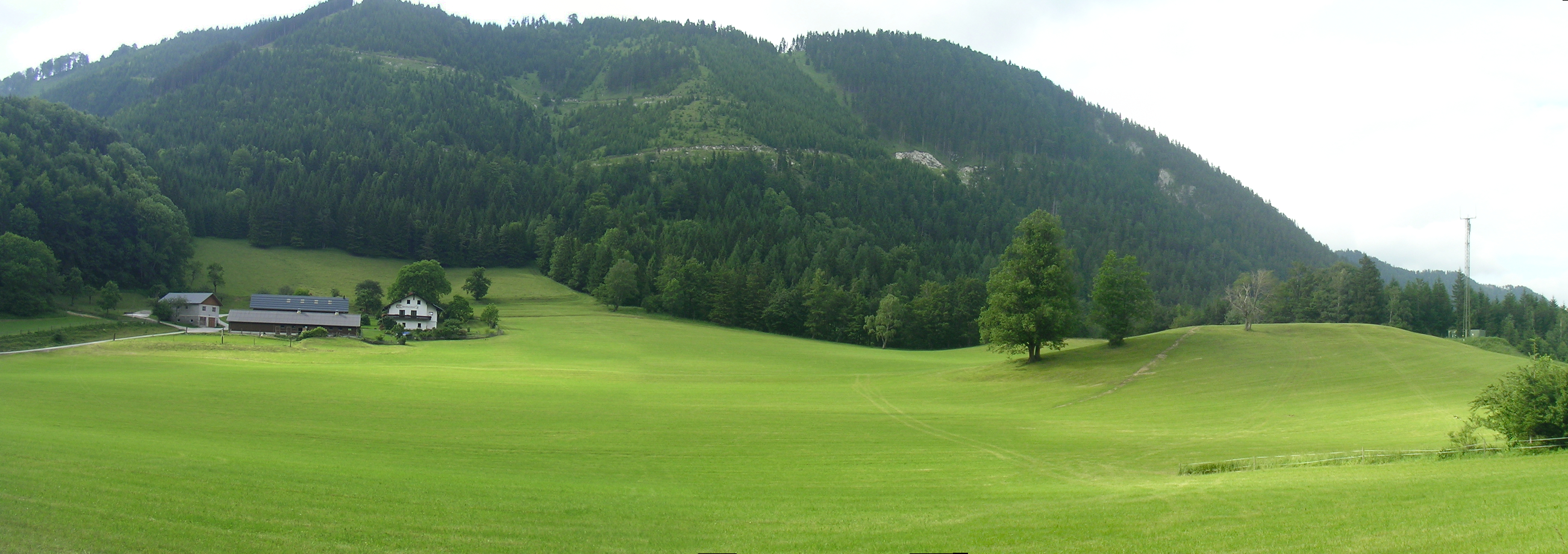
Kilátás a hágóból észak felé

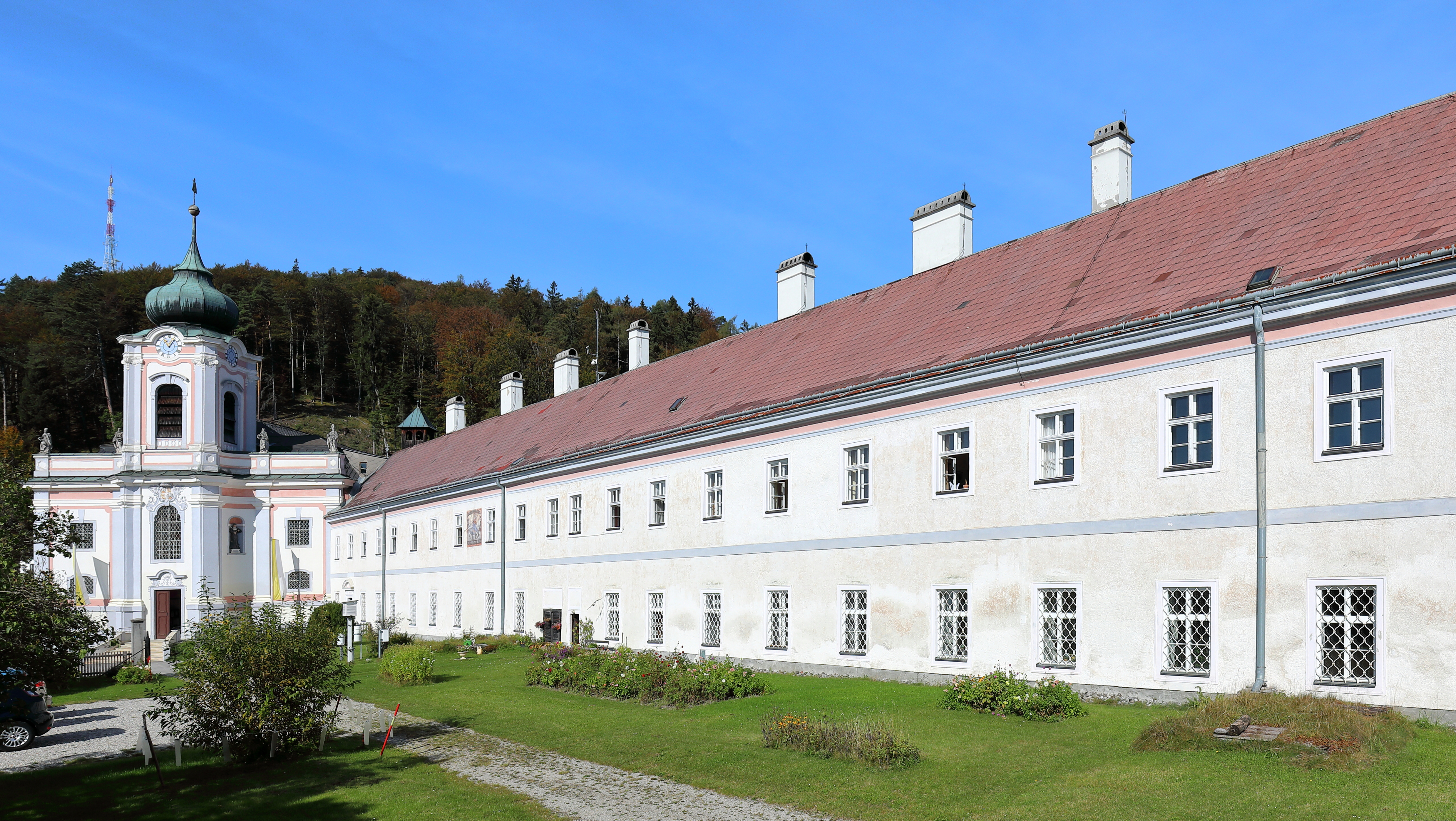
Mariahilfberg szervita kolostor és zarándoktempom

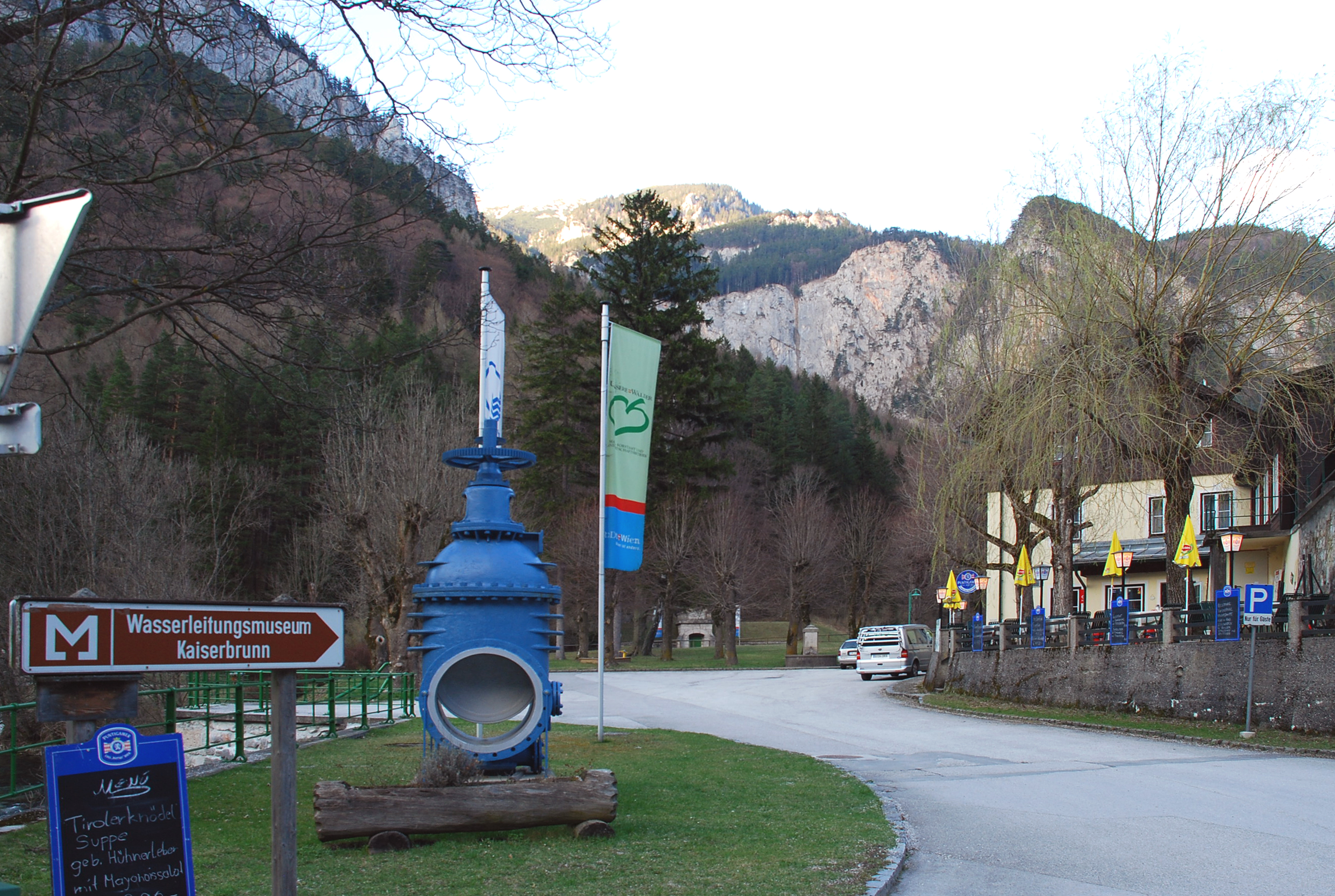
Kaiserbrunn, a Höllental-völgyben

## Látnivalók, túracélok
Az úgynevezett „Wiener Hausberge”, azaz Bécs „házi hegyei” térségében található, a fővárostól kb. 90 km-re, közúton könnyen elérhető. A Klostertaler-hágó kb. 25 km-es körzetében több látnivaló és túracél található:
- Öhler hegy, kirándulóhely, síközpont (a hágótól keletre)
- Mariahilfberg szervita kolostor, zarándok- és búcsújáró hely (északkeletre)[5]
- Höllental („Pokol-völgy”, a Schwarza folyó völgye (délnyugatra)
- Kaiserbrunn, az I. sz. Bécsi alpesi-ivóvíz távvezetékrendszer múzeuma (a Höllental völgyben)[6]
- Schneeberg és Rax hegytömbjei (délen)
- Puchberg am Schneeberg (délkeleten)

## Kapcsolódó információk
- Servitenkloster auf dem Mariahilfberg in Gutenstein (NÖ). Mariahilfberg.at. (Hozzáférés: 2017. március 13.)
- BEV – Bundesamt für Eich- und Vermessungswesen. BEV-Karte 4206-West, Kleinzell 1:25.000. Wanderkarte (turistatérkép).. EAN 9007868063179 (2014). Hozzáférés ideje: 2017. március 13.